# Channing (Texas)
Channing é uma cidade localizada no estado norte-americano do Texas, no Condado de Hartley.

## Demografia
Segundo o censo norte-americano de 2000, a sua população era de 356 habitantes.
Em 2006, foi estimada uma população de 344, um decréscimo de 12 (-3.4%).

## Geografia
De acordo com o United States Census Bureau tem uma área de
2,6 km², dos quais 2,6 km² cobertos por terra e 0,0 km² cobertos por água. Channing localiza-se a aproximadamente 1160 m acima do nível do mar.

## Localidades na vizinhança
O diagrama seguinte representa as localidades num raio de 52 km ao redor de Channing.